# 玉带天门冬
玉带天门冬是天门冬科天门冬属的植物，也叫龍鬚菜、雉隱天冬、雉隱（日語：キジカクシ），分布于日本、朝鲜半岛、西伯利亚、河北、吉林、辽宁、陕西、山东、河南、黑龙江、甘肃、山西、台湾等地。